# Jardin botanique de Linné à Uppsala

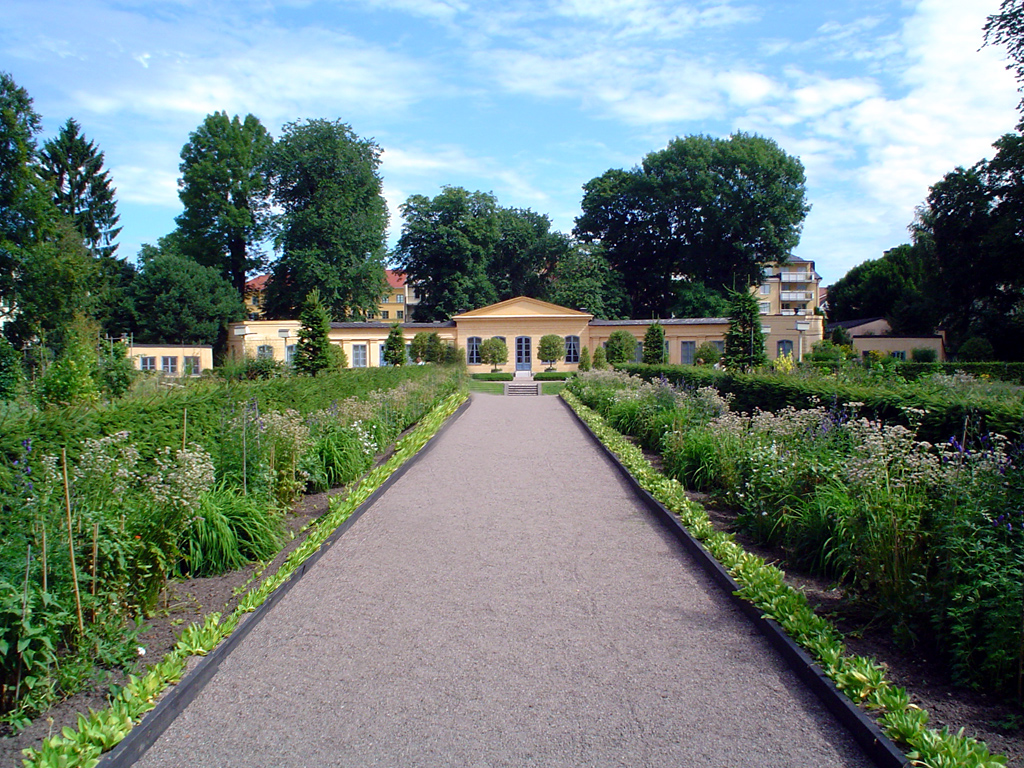
Vue générale du jardin.

Le jardin botanique de Linné à Uppsala (suédois : Linnéträdgården) est le premier jardin botanique créé en Suède, appelé aujourd'hui « Jardin linnéen » , en hommage au naturaliste  suédois Linné, qui jeta les bases d'une taxinomie moderne.
Ce jardin botanique dépend administrativement du jardin botanique de l'université d'Uppsala dont il est un jardin satellite.
Adjacent à ce jardin, se trouve le musée de Linné, abrité dans la maison qui fut le domicile de Linné de 1743 à 1778, et administré par la Société linnéenne suédoise.